# Oriol d'Isabela
L'oriol d'Isabela (Oriolus isabellae) és un ocell de la família dels oriòlids (Oriolidae).

## Hàbitat i distribució
Habita boscos i vegetació secundària, a les muntanyes del nord i oest de Luzon, a les illes Filipines.